# Unidos do Barro Vermelho
Grêmio Recreativo Escola de Samba Unidos do Barro vermelho (ou simplesmente Unidos do Barro vermelho) é uma escola de samba brasileira do município fluminense de São Gonçalo, e que participa do Carnaval de Niterói.

## História
A escola foi fundada em 10 de julho de 2010, estreando no carnaval de 2014, com um enredo em homenagem ao palhaço Carequinha, no grupo de avaliação de blocos de embalo. Pela excelente participação no carnaval da cidade obteve o título de escola de samba e o direito a desfilar no grupo de Acesso B no ano seguinte.
No entanto sua história remete à copa do mundo de 2010, quando um grupo de sambistas e ritmistas do Barro Vermelho foi convocado para animar uma festa durante um dos jogos da seleção brasileira. O grupo gostou da brincadeira e resolveu fundar um bloco para desfilar pelas ruas do bairro. Anos depois, enfim, ao se filiar à União das Escolas de Samba e Blocos Carnavalescos de Niterói (UESBCN), passa a desfilar na cidade vizinha.
Em 2015, com o enredo "Axé, um ritual de louvação", de autoria de Yuri do Tigre e execução de João Perigo, teve seu desfile muito prejudicado pelas fortes chuvas que atingiram a cidade. Obteve um nono lugar entre onze escolas desfilantes, conseguindo se manter no grupo, apesar do resultado não satisfatório. Desfilou com 120 componentes, teve sua comissão de frente premiada e bastante comentada. Contou com uma alegoria de grande porte para o grupo e um tripé, que foram bastante destruídos em virtude do mau tempo. O carro entrou na avenida apagado e a bateria enfrentou problemas para chegar no horário do desfile, apesar do atraso de quatro horas para seu início.
Para 2016 a agremiação levou para a avenida um enredo sobre a malandragem, obtendo uma sétima colocação entre 10 escolas. Não apresentou alegoria (conforme novo regulamento), tendo como 'abre alas' um grande malandro em um tripé. Contou com 150 componentes e teve samba e comissão de frente premiados. Douglinhas Campos estreou sua carreira como intérprete oficial nessa ocasião, ao dividir o microfone com o veterano Renato.
Em 2017 levou para a avenida uma homenagem à professora Marlene Salgado de Oliveira, fundadora da Universidade Salgado de Oliveira. Com o atraso no pagamento das subvenções referentes aos desfiles passou muito comprometida na avenida. Tendo sido momentaneamente rebaixada para o grupo de avaliação, ao obter o oitavo lugar. No entanto, devido a reviravoltas na dinâmica do carnaval da Cidade, se filia à Liga das Escolas de Samba de Niterói (LESNIT), que por meio de uma comissão e juntamente à UESBCN geriu o carnaval da cidade no ano de 2018. Sendo assim, permaneceu no mesmo grupo, que agora muda de nome e passar a se Chamar Grupo C.
Em 2018 levou para a avenida o enredo: " Niterói: A tribo encantada de Momo", uma verdadeira ode aos antigos e áureos carnavais da cidade de Niterói. Desfilou com 110 componentes, apresentando problemas em evolução e bateria, sendo rebaixada ao grupo de avaliação.
Para 2019, de volta ao grupo de avaliação, desenvolveu um enredo sobre o vale do café. Digão foi contratado para comandar o carro de som e o carnavalesco Carlinhos veio integrar a equipe artística juntamente a João Perigo. Com um grande desfile, com cerca de 150 componentes e 1 tripé, obteve êxito e foi novamente aprovada, obtendo uma vaga para integrar o Grupo C no carnaval de 2020.
Para o carnaval de 2020 manteve boa parte da equipe anterior. Contratou Maurício como novo intérprete e Henrique Balthazar como Diretor Geral de Harmonia. Com um enredo sobre pretos velhos e a umbanda obteve o quarto lugar no Grupo C. Seu samba enredo agradou grandemente ao público e à crítica, rendendo notas máximas no quesito.
Em virtude das restrições sanitárias não ocorreram os desfiles das escolas de samba em Niterói no ano de 2021. Dessa maneira a Unidos do Barro Vermelho segue no Grupo C para o carnaval de 2022.

## Segmentos

### Presidentes
| Nome             | Mandato           | Ref.                |
| ---------------- | ----------------- | ------------------- |
| Edilson Demétrio | 2010 - Atualmente | [carece de fontes?] |

### Intérpretes
| Carnavais | Intérpretes oficiais             |
| --------- | -------------------------------- |
| 2011-2014 | Renato Negão                     |
| 2015      | Rodrigo Cachorrão                |
| 2016      | Renato Negão e Douglinhas Campos |
| 2017      | Renato Negão                     |
| 2018      | Jonathan Fragoso                 |
| 2019      | Digão Audaz                      |
| 2020      | Maurício                         |

### Diretores
| Ano  | Direção de Carnaval | Direção de Harmonia | Mestre de Bateria |
| ---- | ------------------- | ------------------- | ----------------- |
| 2015 | João Perigo         | Igão Barulho        | Barrão            |
| 2016 | Edinho              | Aline Perigo        | Barrão            |
| 2017 | João Perigo         | Cosme Alves         |                   |
| 2018 | João Perigo         | Igão Barulho        | Renato Negão      |
| 2019 | João Perigo         | Igão Barulho        | Renato Negão      |
| 2020 | João Perigo         | Henrique Balthazar  | Renato Negão      |

### Mestre-sala e Porta-bandeira
| Casal                           | Período   |
| ------------------------------- | --------- |
| Leonardo Sodré e Bruna Oliveira | 2015-2016 |
| Edmar e Elisângela Alves        | 2017      |
| Thiago e Elisângela Alves       | 2018      |
| Johnny Matos e Joana Falcão     | 2019-     |

### Coreógrafo
| Ano       | Nome           |
| --------- | -------------- |
| 2015-2018 | Éder Pereira   |
| 2019-     | Marcos Andrade |

### Corte de bateria
| Ano  | Rainha      |
| ---- | ----------- |
| 2018 | Nayle Gomes |

## Carnavais
| Ano  | Colocação      | Grupo              | Enredo | Carnavalesco                 | Ref   |
| ---- | -------------- | ------------------ | --- | ---------------------------- | ----- |
| 2011 | Barro Vermelho | Barro Vermelho     | A festa dos meninos gêmeos Compositores: Leandro da Alves, Marcelo de Anique e Damião | Mumuca e Claudio Vassourinha |       |
| 2012 | Barro Vermelho | Barro Vermelho     | A Turma do Chaves Compositores: Leandro da Alves, Marcelo de Anique e Damião | Mumuca e Claudio Vassourinha |       |
| 2013 | Barro Vermelho | Barro Vermelho     | Halloween, a festa das bruxas Compositores: Leandro da Alves, Marcelo de Anique e Damião | Mumuca e Claudio Vassourinha |       |
| 2014 | Aprovada       | Grupo de Avaliação | Palhaço Carequinha Compositor: Eraldo Caê | Beto Cabeleireiro            |       |
| 2015 | 9.º Lugar      | Grupo de Enredo    | Axé, um ritual de louvação! Compositores:João Perigo, Igão Barulho, Rodrigo Cachorrão, Douglinhas Campos, Luan Melo | João Perigo                  |       |
| 2016 | 7.º Lugar      | Grupo B            | Do bico fino ao chapéu Panamá, sob a proteção de São Jorge a malandragem vem sambar! Compositores:João Perigo, Rodrigo Cachorrão, Douglinhas Campos Jander Lourenço, Vitinho Lima, Luis Rogério                                                                       | João Perigo                  |       |
| 2017 | 8.º Lugar      | Grupo B            | Marlene Salgado de Oliveira: Meu 'Universo' é você! Compositores:João Perigo, Rodrigo Cachorrão, Douglinhas Campos,João Vidal, Favio Sanches | João Perigo                  |       |
| 2018 | 8.º Lugar      | Grupo C            | Niterói: A Tribo Encantada de Momo Compositor:João Perigo | João Perigo                  |       |
| 2019 | Aprovada       | Grupo de Avaliação | O ouro negro nas verdes terras brasileiras Compositores:João Perigo, Douglinhas Campos, Barulho, Rosali Ahumada Carvalho Gilmar L Silva, Daniel X, Ferreti, Renan Diniz                                                                                               | João Perigo e Carlinhos      | [ 4 ] |
| 2020 | 4º Lugar       | Grupo C            | Adorei as Almas Compositores:João Perigo, Lucas Honorato, Paulo Beckham, Rod Torres, Maurício Juliano, Antonio Amaral, Arthur Sambista, Rosali Ahumada Carvalho, Júlio Page, Duda SG, Saulo Poeta, Rosângela Pereira da Silva, Gilmar L. Silva e Luizinho das Camisas | João Perigo e Carlinhos      |       |

## Prêmios

### 2015
- Os Melhores do Carnaval - 2015 - Melhor Comissão de Frente[5]
- Troféu Dodô da Portela - 2015 - Melhor Comissão de Frente[carece de fontes?]

### 2016
- Melhor Samba Enredo - Enquete Popular[carece de fontes?]
- Troféu U.E.S.B.C.  - Mais Elegante Galeria de Velha Guarda[carece de fontes?]
- Troféu RADAR NITERÓI - Melhor Comissão de Frente - Grupo de Enredo[carece de fontes?]

### 2019
- Melhor Desfile do Grupo de Avaliação - Troféu RADAR Niterói 2019